# Rouxantra Ntoumitreskou
Rouxantra-Kontroutsa Ntoumitreskou, geboren Ruxandra Dumitrescu, griechisch Ρουξάντρα-Κόντρουτσα Ντουμιτρεσκου oder Ρούξι Ντουμιτρέσκου,  (* 20. April 1977 in Galați, Kreis Galați, Rumänien; † 3. März 2024 in Hermannstadt) war eine griechische Volleyballspielerin mit rumänischen Wurzeln.

## Karriere
Rouxantra Ntoumitreskou, die bei einer Körpergröße von 1,85 m auf der Position der Außenangreiferin spielte, begann ihre Profikarriere 1997 beim Athener Verein Vrilissia, wo sie für sechs Jahre spielte. In diesem Zeitraum gewann Ntoumitreskou neben der Meisterschaft 1999 auch zweimal den Pokal (1999, 2000) und erreichte 1999 den dritten Platz beim Europapokal der Pokalsieger. Im Sommer 2003 wechselte Ntoumitreskou zum Traditionsverein Panathinaikos Athen, wo sie 2005, 2006, 2008 bis 2010 das Double gewinnen konnte. Seit 2007 war sie Mannschaftskapitän. 2009 stand sie mit Athen im Endspiel um den Challenge Cup, unterlag dort aber den Italienerinnen von Vini Monteschiavo Jesi und belegte den zweiten Platz.
Rouxantra Ntoumitreskou war ein fester Bestandteil der griechischen Nationalmannschaft und nahm mit dieser unter anderem an den Olympischen Spielen 2004 in Athen teil. Sie belegte mit ihrer Mannschaft den geteilten neunten Rang.

## Titel
- Griechischer Meister: 1999, 2005, 2006, 2007, 2008, 2009, 2010
- Griechischer Pokal: 1999, 2000, 2005, 2006, 2008, 2009, 2010

## Auszeichnungen
- MVP des griechischen Pokalfinals: 2005, 2008
- MVP der griechischen Meisterschaft: 2008

## Privates
Ntoumitreskou war mit dem Taekwondoin Alexandros Nikolaidis (1979–2022) verheiratet und hatte einen Sohn. Sie starb im Alter von 46 Jahren an den Folgen eines Herzinfarkts, den sie zu Hause erlitten hatte.